# Orthophytum braunii
Orthophytum braunii är en gräsväxtart som beskrevs av Elton Martinez Carvalho Leme. Orthophytum braunii ingår i släktet Orthophytum och familjen Bromeliaceae. Inga underarter finns listade i Catalogue of Life.